# Нойфельдерког
Нойфельдерког (нем. Neufelderkoog) — община в Германии, в земле Шлезвиг-Гольштейн. 
Входит в состав района Дитмаршен. Подчиняется управлению КЛьГ Марне-Ланд.  Население составляет 166 человек (на 31 декабря 2010 года). Занимает площадь 9,76 км².